# Piazza Vittorio Emanuele II

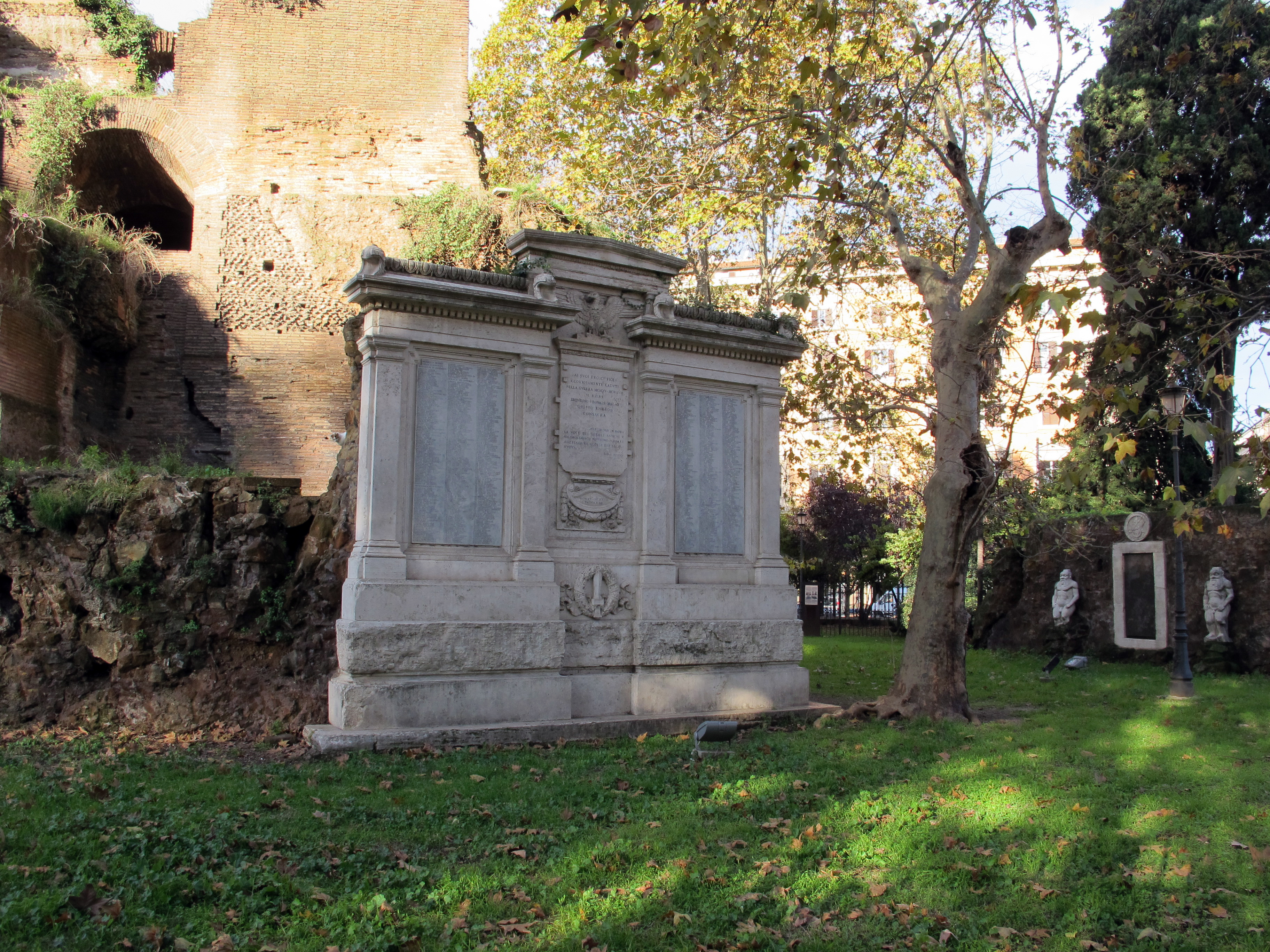
Monumentos aos mortos da Primeira Guerra Mundial na praça.

Piazza Vittorio Emanuele II, também conhecida apenas como Piazza Vittorio, é uma praça de Roma localizada no rione Esquilino, um local antigamente ocupado pelos Jardins Lamianos.

## História e descrição
Circundada por palácios com amplos pórticos do século XIX, esta praça é obra de Gaetano Koch, realizada poco depois da unificação da Itália (1870), quando a capital se mudou de Florença para Roma.
Com quase 10 000 m2 a mais do que a piazza San Pietro, é a maior praça de Roma (316 x 174 m).
Nesta praça estão as ruínas do Ninfeu de Alexandre e da dita Porta Alchemica (ou "Porta Mágica"), um dos portais de entrada para a villa Palombara, onde morava o alquimista Massimiliano Palombara.

## Galeria

Imagens da praça
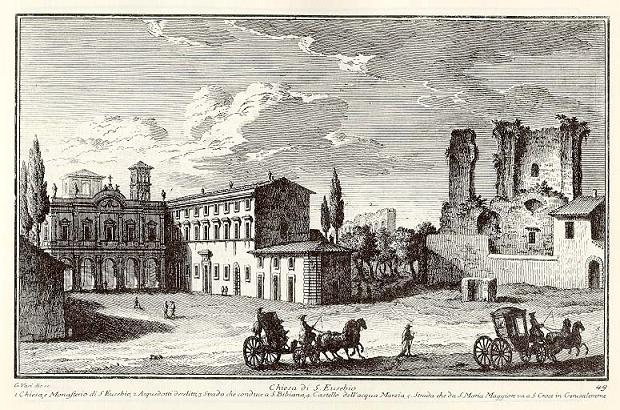
Gravura de Vasi (séc. XVIII) mostrando um espaço hoje ocupado pela praça. À esquerda está Sant'Eusebio e à direita, o Ninfeu de Alexandre.
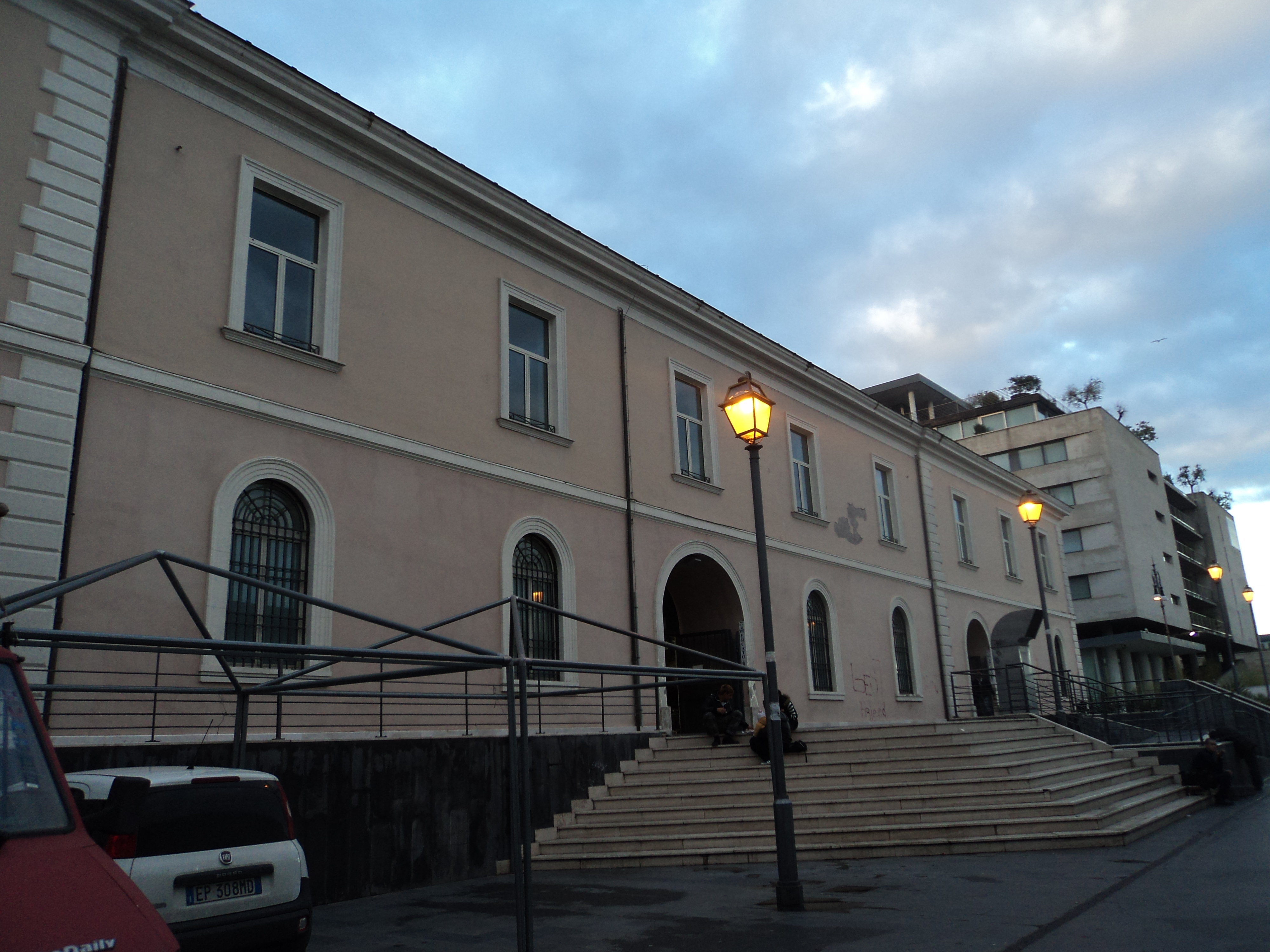
"Novo Mercado Esquilino", uma das atrações do local.
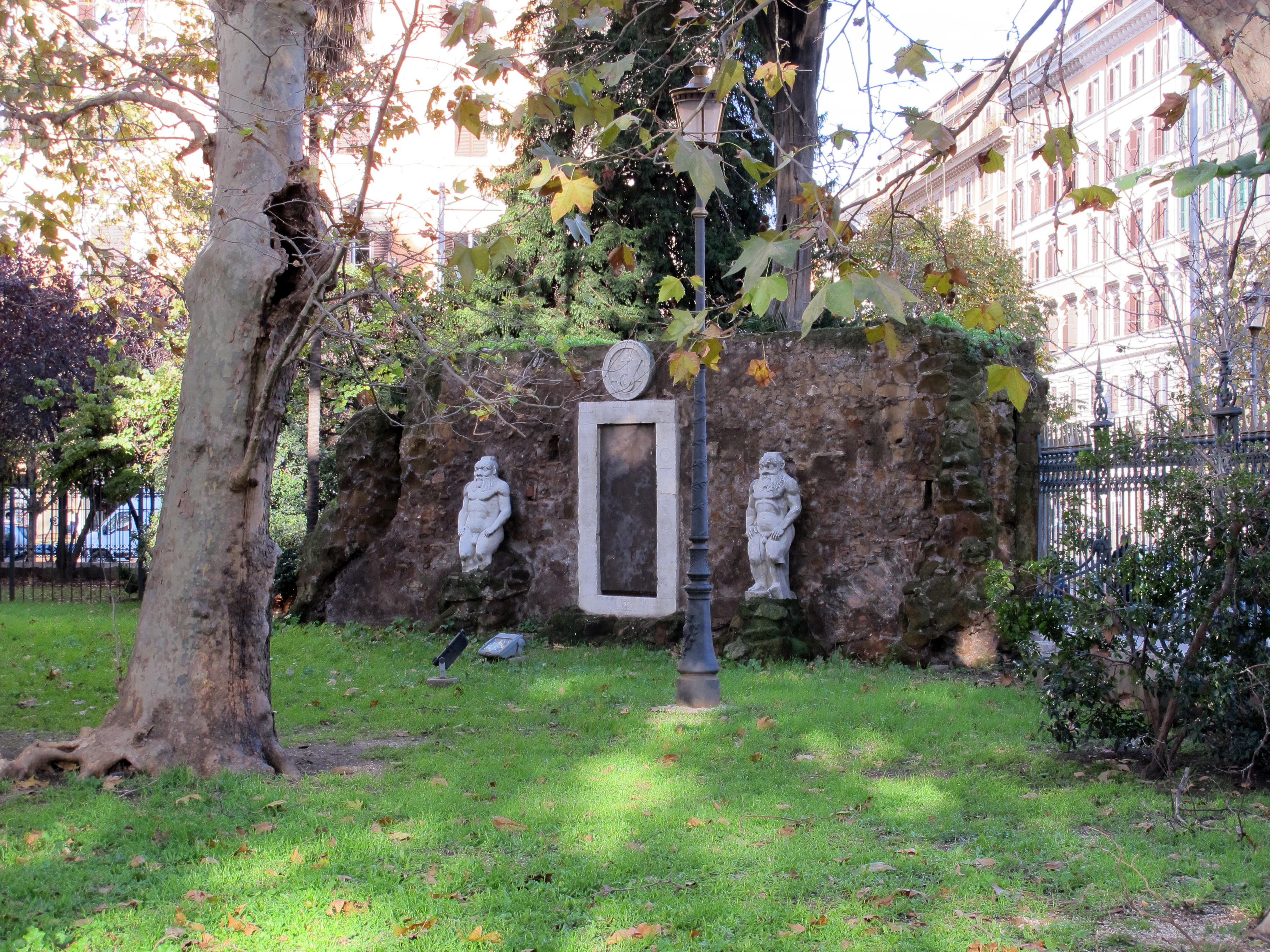
A "Porta Mágica".
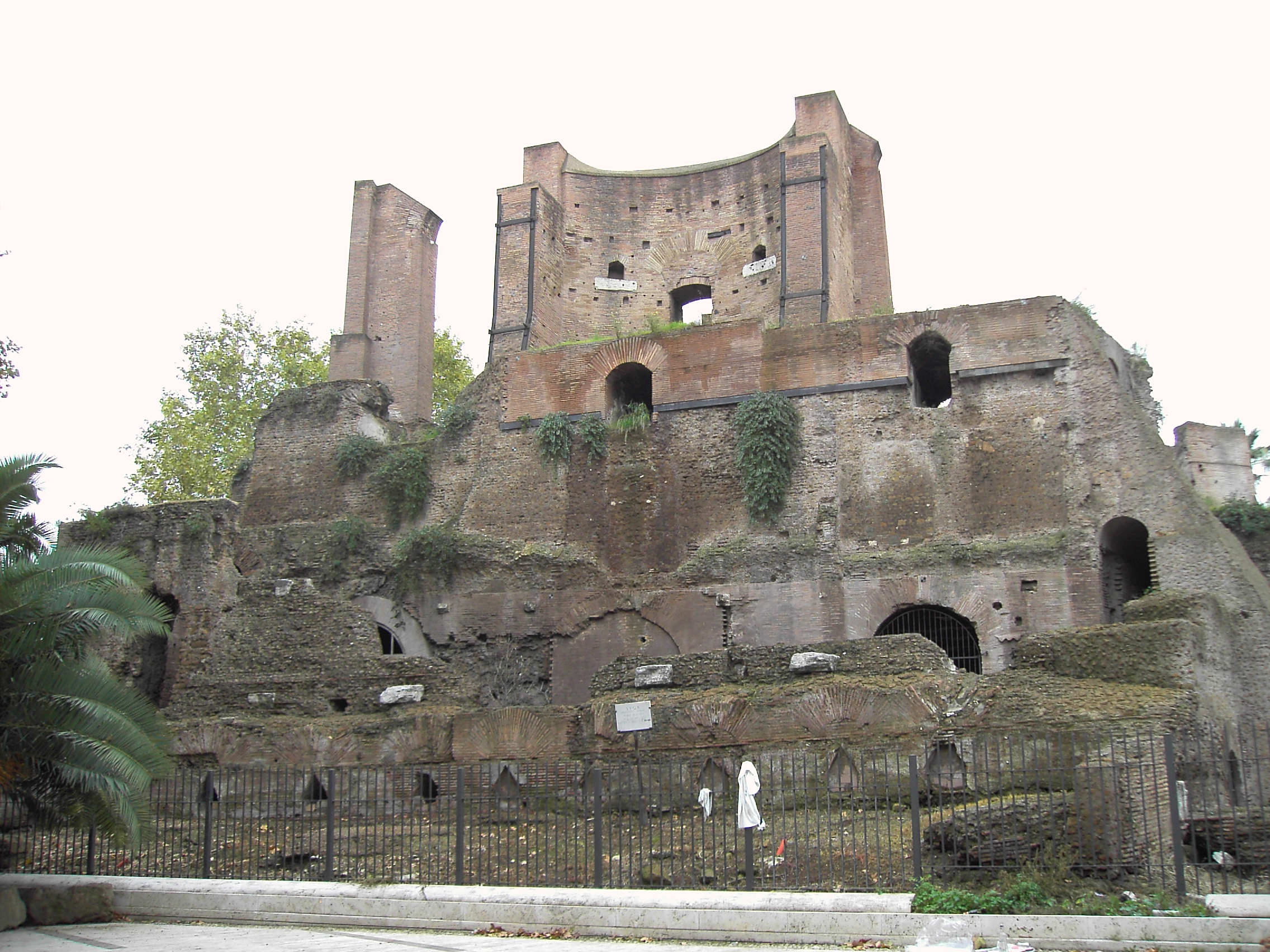
O "Ninfeu de Alexandre"
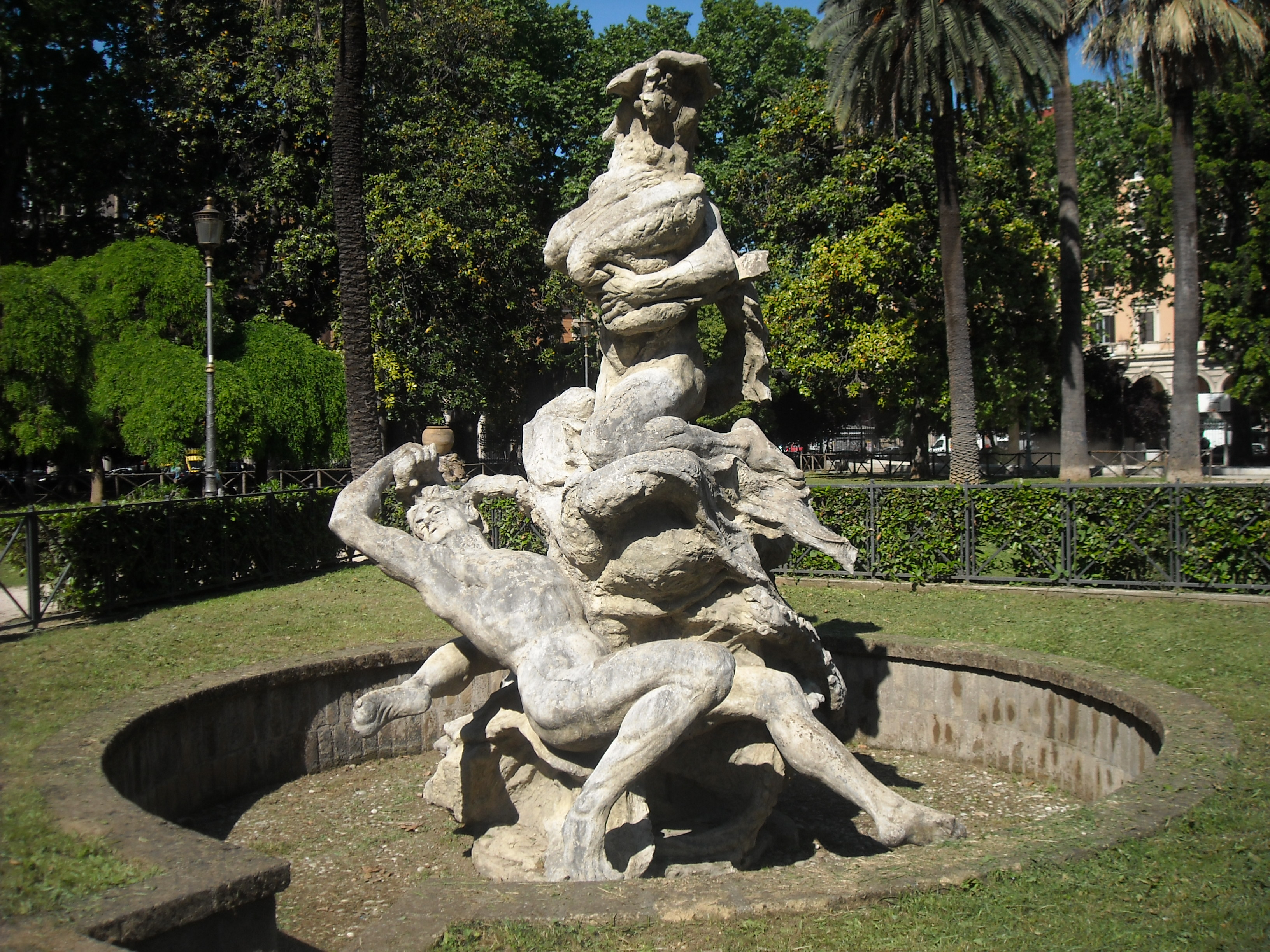
A peça conhecida como Fritto Misto, que era, originalmente, a peça central da Fontana delle Naiadi.